# NGC 1251
NGC 1251 — оптическая двойная в созвездии Кит. Внесена в каталог работавшим в Гарвардской обсерватории Сидни Кулиджем в 1860 году. Описание Дрейера: «тусклый объект». Поскольку все объекты, внесенные Кулинджем в каталог туманностей, и большой процент объектов, внесенных его коллегами из Гарвардской обсерватории, оказались не галактиками и туманностями, а обычными звездами или парами звезд, считается, что оборудование в обсерватории в конце 1850-х было не лучшего качества. При этом не следует относить эти ошибки на отсутствие надлежащей квалификации у астрономов: так, в 1926 году объект NGC 1251 смог обнаружить Райнмут при исследовании фотопластинок со снимками звездного неба c помощью 28 дюймового рефлектора в Гейдельбергской обсерватории, однако в том же исследовании часть объектов каталога обнаружить не смогли, и выявили лишь на более качественных снимках из обсерватории Маунт-Вилсон, где были доступны 60-ти и 100-дюймовые телескопы-рефлекторы.